# Тринідад і Тобаго на літніх Олімпійських іграх 2016
Тринідад і Тобаго на літніх Олімпійських іграх 2016 були представлені 32 спортсменами у восьми видах спорту.

## Медалісти
| Медалі | Спортсмени     | Вид спорту     | Дисципліна    | Дата      |
| ------ | -------------- | -------------- | ------------- | --------- |
| Бронза | Кешорн Волкотт | Легка атлетика | метання списа | 20 серпня |

## Легка атлетика
Легенда
- Note – для трекових дисциплін місце вказане лише для забігу, в якому взяв участь спортсмен
- Q = пройшов у наступне коло напряму
- q = пройшов у наступне коло за добором (для трекових дисциплін - найшвидші часи серед тих, хто не пройшов напряму; для технічних дисциплін - увійшов до визначеної кількості фіналістів за місцем якщо напряму пройшло менше спортсменів, ніж визначена кількість)
- NR = Національний рекорд
- N/A = Коло відсутнє у цій дисципліні
- Bye = спортсменові не потрібно змагатися у цьому колі

Трекові і шосейні дисципліни
Чоловіки
| Спортсмен                                                                                 | Дисципліна        | Попередній забіг | Попередній забіг | Чвертьфінал | Чвертьфінал | Півфінал        | Півфінал        | Фінал           | Фінал           |
| Спортсмен                                                                                 | Дисципліна        | Результат        | Місце            | Результат   | Місце       | Результат       | Місце           | Результат       | Місце           |
| ----------------------------------------------------------------------------------------- | ----------------- | ---------------- | ---------------- | ----------- | ----------- | --------------- | --------------- | --------------- | --------------- |
| Кестон Бледмен                                                                            | 100 м             | Bye              | Bye              | 10.20       | 5           | Завершив виступ | Завершив виступ | Завершив виступ | Завершив виступ |
| Рондель Соррілло                                                                          | 100 м             | Bye              | Bye              | 10.23       | 3           | Завершив виступ | Завершив виступ | Завершив виступ | Завершив виступ |
| Річард Томпсон                                                                            | 100 м             | Bye              | Bye              | 10.29       | 6           | Завершив виступ | Завершив виступ | Завершив виступ | Завершив виступ |
| Кайл Гро                                                                                  | 200 м             | 20.61            | 4                | Н/Д         | Н/Д         | Завершив виступ | Завершив виступ | Завершив виступ | Завершив виступ |
| Рондель Соррілло                                                                          | 200 м             | 20.27 SB         | 3 q              | Н/Д         | Н/Д         | 20.33           | 5               | Завершив виступ | Завершив виступ |
| Махель Седеніо                                                                            | 400 м             | 44.98            | 1 Q              | Н/Д         | Н/Д         | 44.39           | 1 Q             | 44.01 NR        | 4               |
| Лалонд Гордон                                                                             | 400 м             | 45.24            | 1 Q              | Н/Д         | Н/Д         | 45.13           | 8               | Завершив виступ | Завершив виступ |
| Деон Лендор                                                                               | 400 м             | 46.15            | 6                | Н/Д         | Н/Д         | Завершив виступ | Завершив виступ | Завершив виступ | Завершив виступ |
| Майкл Томас                                                                               | 110 м з бар'єрами | 13.68            | 6                | Н/Д         | Н/Д         | Завершив виступ | Завершив виступ | Завершив виступ | Завершив виступ |
| Джех'ю Гордон                                                                             | 400 м з бар'єрами | 49.90 SB         | 8                | Н/Д         | Н/Д         | Завершив виступ | Завершив виступ | Завершив виступ | Завершив виступ |
| Кестон Бледмен Еммануель Калландер Marcus Duncan Кайл Гро Рондель Соррілло Річард Томпсон | 4 × 100 m relay   | 37.96            | 3 Q              | Н/Д         | Н/Д         | Н/Д             | Н/Д             | DSQ             | DSQ             |
| Махель Седеніо Лалонд Гордон Деон Лендор Ренні Квоу Джерім Річардс Джаррін Соломон        | 4 × 400 m relay   | DSQ              | DSQ              | Н/Д         | Н/Д         | Н/Д             | Н/Д             | Завершив виступ | Завершив виступ |

Жінки
| Спортсменка                                                                           | Дисципліна        | Попередній забіг | Попередній забіг | Чвертьфінал | Чвертьфінал | Півфінал         | Півфінал         | Фінал            | Фінал            |
| Спортсменка                                                                           | Дисципліна        | Результат        | Місце            | Результат   | Місце       | Результат        | Місце            | Результат        | Місце            |
| ------------------------------------------------------------------------------------- | ----------------- | ---------------- | ---------------- | ----------- | ----------- | ---------------- | ---------------- | ---------------- | ---------------- |
| Мішель-Лі Ах'є                                                                        | 100 м             | Bye              | Bye              | 11.00       | 1 Q         | 10.90            | 2 Q              | 10.92            | 6                |
| Келлі-Енн Баптіст                                                                     | 100 м             | Bye              | Bye              | 11.42       | 4           | Завершила виступ | Завершила виступ | Завершила виступ | Завершила виступ |
| Семой Гекетт                                                                          | 100 м             | Bye              | Bye              | 11.35       | 3 q         | 11.20            | 5                | Завершила виступ | Завершила виступ |
| Мішель-Лі Ах'є                                                                        | 200 м             | 22.50            | 1 Q              | Н/Д         | Н/Д         | 22.25            | 2 Q              | 22.34            | 6                |
| Семой Гекетт                                                                          | 200 м             | 22.78            | 2 Q              | Н/Д         | Н/Д         | 22.94            | 6                | Завершила виступ | Завершила виступ |
| Реяре Томас                                                                           | 200 м             | 22.97            | 5                | Н/Д         | Н/Д         | Завершила виступ | Завершила виступ | Завершила виступ | Завершила виступ |
| Джанейл Белліль                                                                       | 400 м з бар'єрами | 56.25            | 5 q              | Н/Д         | Н/Д         | 56.06            | 6                | Завершила виступ | Завершила виступ |
| Спаркл Макнайт                                                                        | 400 м з бар'єрами | 56.80            | 5                | Н/Д         | Н/Д         | Завершила виступ | Завершила виступ | Завершила виступ | Завершила виступ |
| Мішель-Лі Ах'є Келлі-Енн Баптіст Семой Гекетт Халіфа Сент-Форт Kai Selvon Реяре Томас | 4 × 100 m relay   | 42.62            | 3 Q              | Н/Д         | Н/Д         | Н/Д              | Н/Д              | 42.12            | 5                |

Технічні дисципліни
| Спортсмен             | Дисципліна               | Кваліфікація       | Кваліфікація | Фінал              | Фінал |
| Спортсмен             | Дисципліна               | Результат у метрах | Місце        | Результат у метрах | Місце |
| --------------------- | ------------------------ | ------------------ | ------------ | ------------------ | ----- |
| Кешорн Волкотт        | метання списа (чоловіки) | 88.68              | 1 Q          | 85.38              | 3     |
| Клеопатра Борел-Браун | штовхання ядра (жінки)   | 18.20              | 8 q          | 18.37              | 7     |

## Бокс
| Спортсмен   | Категорія              | 1/16 фіналу        | 1/8 фіналу         | Чвертьфінали       | Півфінали          | Фінал              | Фінал           |
| Спортсмен   | Категорія              | Суперник Результат | Суперник Результат | Суперник Результат | Суперник Результат | Суперник Результат | Місце           |
| ----------- | ---------------------- | ------------------ | ------------------ | ------------------ | ------------------ | ------------------ | --------------- |
| Найджел Пол | понад 91 кг (чоловіки) | Bye                | Аджагба (NGR) L KO | Завершив виступ    | Завершив виступ    | Завершив виступ    | Завершив виступ |

## Велоспорт

### Трек
Спринт
| Спортсмен       | Дисципліна        | Кваліфікація           | Кваліфікація | Раунд 1                         | Втішний поєдинок 1              | Раунд 2                         | Втішний поєдинок 2              | Чвертьфінали                    | Півфінали                       | Фінал                           | Фінал           |
| Спортсмен       | Дисципліна        | Час Швидкість (км/год) | Місце        | Суперник Час Швидкість (км/год) | Суперник Час Швидкість (км/год) | Суперник Час Швидкість (км/год) | Суперник Час Швидкість (км/год) | Суперник Час Швидкість (км/год) | Суперник Час Швидкість (км/год) | Суперник Час Швидкість (км/год) | Місце           |
| --------------- | ----------------- | ---------------------- | ------------ | ------------------------------- | ------------------------------- | ------------------------------- | ------------------------------- | ------------------------------- | ------------------------------- | ------------------------------- | --------------- |
| Нджісане Філліп | спринт (чоловіки) | 9.813 73.372           | 6 Q          | Сюй Ч (CHN) L                   | Леві (GER) Докінс (NZL) L       | Завершив виступ                 | Завершив виступ                 | Завершив виступ                 | Завершив виступ                 | Завершив виступ                 | Завершив виступ |

## Гімнастика

### Спортивна гімнастика
Жінки
| Спортсменка   | Дисципліна | Кваліфікація | Кваліфікація      | Кваліфікація | Кваліфікація | Кваліфікація | Кваліфікація     | Фінал            | Фінал            | Фінал            | Фінал            | Фінал            | Фінал |                  |                  |                  |                  |                  |                  |
| Спортсменка   | Дисципліна | Вправа       | Вправа            | Вправа       | Вправа       | Загалом      | Місце            | Вправа           | Вправа           | Вправа           | Вправа           | Загалом          | Місце |                  |                  |                  |                  |                  |                  |
| ------------- | ---------- | ------------ | ----------------- | ------------ | ------------ | ------------ | ---------------- | ---------------- | ---------------- | ---------------- | ---------------- | ---------------- | ----- | ---------------- | ---------------- | ---------------- | ---------------- | ---------------- | ---------------- |
| Спортсменка   | Дисципліна | Маріса Дік   | Різновисокі бруси | Н/Д          | 11.333       | Загалом      | Місце            | Н/Д              | Н/Д              | 11.333           | 79               | Загалом          | Місце | Завершила виступ | Завершила виступ | Завершила виступ | Завершила виступ | Завершила виступ | Завершила виступ |
| колода        | Н/Д        | Н/Д          | 13.066            | Н/Д          | 13.066       | 58           | Завершила виступ | Завершила виступ | Завершила виступ | Завершила виступ | Завершила виступ | Завершила виступ |       |                  |                  |                  |                  |                  |                  |
| Вільні вправи | Н/Д        | Н/Д          | Н/Д               | 12.533       | 12.533       | 70           | Завершила виступ | Завершила виступ | Завершила виступ | Завершила виступ | Завершила виступ | Завершила виступ |       |                  |                  |                  |                  |                  |                  |

## Дзюдо
| Спортсмен        | Категорія            | 1/32 фіналу        | 1/16 фіналу        | 1/8 фіналу         | Чвертьфінали       | Півфінали          | Втішний поєдинок   | Фінал / БМ         | Фінал / БМ      |
| Спортсмен        | Категорія            | Суперник Результат | Суперник Результат | Суперник Результат | Суперник Результат | Суперник Результат | Суперник Результат | Суперник Результат | Місце           |
| ---------------- | -------------------- | ------------------ | ------------------ | ------------------ | ------------------ | ------------------ | ------------------ | ------------------ | --------------- |
| Крістофер Джордж | до 100 кг (чоловіки) | Bye                | Со (MYA) L 000–002 | Завершив виступ    | Завершив виступ    | Завершив виступ    | Завершив виступ    | Завершив виступ    | Завершив виступ |

## Академічне веслування
| Спортсмен | Дисципліна       | Заїзди  | Заїзди | Втішний заплив | Втішний заплив | Чвертьфінали | Чвертьфінали | Півфінали | Півфінали | Фінал   | Фінал |
| Спортсмен | Дисципліна       | Час     | Місце  | Час            | Місце          | Час          | Місце        | Час       | Місце     | Час     | Місце |
| --------- | ---------------- | ------- | ------ | -------------- | -------------- | ------------ | ------------ | --------- | --------- | ------- | ----- |
| Феліс Чоу | одиночки (жінки) | 8:31.83 | 5 R    | 8:04.91        | 2 QF           | 8:02.53      | 5 SC/D       | 8:20.07   | 4 FD      | 7:50.23 | 22    |

Пояснення до кваліфікації: FA=Фінал A (за медалі); FB=Фінал B (не за медалі); FC=Фінал C (не за медалі); FD=Фінал D (не за медалі); FE=Фінал E (не за медалі); FF=Фінал F (не за медалі); SA/B=Півфінали A/B; SC/D=Півфінали C/D; SE/F=Півфінали E/F; QF=Чвертьфінали; R=Потрапив у втішний заплив

## Вітрильний спорт
| Спортсмен   | Дисципліна | Заплив | Заплив | Заплив | Заплив | Заплив | Заплив | Заплив | Заплив | Заплив | Заплив | Заплив | Очки | Підсумкове місце |
| Спортсмен   | Дисципліна | 1      | 2      | 3      | 4      | 5      | 6      | 7      | 8      | 9      | 10     | M*     | Очки | Підсумкове місце |
| ----------- | ---------- | ------ | ------ | ------ | ------ | ------ | ------ | ------ | ------ | ------ | ------ | ------ | ---- | ---------------- |
| Ендрю Льюїс | Лазер      | 42     | 34     | 39     | 36     | 41     | 34     | 31     | BFD    | 36     | 32     | EL     | 324  | 39               |

M = Медальний заплив; EL = Вибув – не потрапив до медального запливу

## Плавання
| Спортсмен     | Дисципліна                           | Попередній заплив | Попередній заплив | Півфінал        | Півфінал        | Фінал           | Фінал           |
| Спортсмен     | Дисципліна                           | Час               | Місце             | Час             | Місце           | Час             | Місце           |
| ------------- | ------------------------------------ | ----------------- | ----------------- | --------------- | --------------- | --------------- | --------------- |
| Джордж Бовелл | 50 метрів вільним стилем (чоловіки)  | 22.30             | 27                | Завершив виступ | Завершив виступ | Завершив виступ | Завершив виступ |
| Ділан Картер  | 100 метрів вільним стилем (чоловіки) | 48.80 NR          | 23                | Завершив виступ | Завершив виступ | Завершив виступ | Завершив виступ |